# At the Gates
Az At the Gates egy melodikus death metal zenekar, mely a svédországi Göteborgban alakult 1990-ben. Az együttes a dallamos, vagy göteborginak is nevezett death metal egyik alapítója és képviselői. Pályafutásuk mindössze hat évig tartott (1990–1996), de 2007-ben újjáalakultak egy turné erejéig. Az utolsó koncertjüket Athénban adták 2008. szeptember 21-én.

## Történet
A zenekar 1990-ben alakult a black/death metalt játszó Grotesque tagjaiból. 1991-ben jelent meg a bemutatkozó EP-jük Gardens of Grief címmel a Dolores Recordings kiadónál. A kiadvány hatására a Peaceville lemezszerződést ajánlott a zenekarnak. Az ajánlat aláírása után már náluk jelent meg a debütáló nagylemezük  The Red in the Sky Is Ours címmel 1992 júliusában. Az albumot a death metalban eladdig szokatlanul eklektikus, és neoklasszikus hangzás jellemezte.
A folytatás 1993 májusában érkezett With Fear I Kiss the Burning Darkness címmel. A lemez megjelenése után az alapító/gitáros Alf Svensson elhagyta a zenekart. Ezt követően létrehozta egyéni elektronikus opera-black metal projektjét, az Oxiplegatzt. Helyére Martin Larsson került, akit már ismerhettek a rajongók a korábbi turnékról. A zenekar Európa turnéra indult, és a Headbangers Ball közvetítette az 1994. júliusi Egyesült Királyságban adott koncertjüket.
1994 júliusában jelent meg a harmadik albumuk a Terminal Spirit Disease, mely elhozta a zenekar számára az áttörést. Noha a lemez csak hat új dalt tartalmazott a zenészek játéka és a hangzás sokat fejlődött az egy évvel korábban kiadott albumhoz képest.
Ezt követően folyamatosan turnéztak, majd 1995 novemberében kiadták negyedik, egyben utolsó albumukat Slaughter of the Soul címmel. A lemezt már egy új kiadó az Earache Records adta ki, és sok rajongó szerint ez a lemez a csúcsteljesítményük, továbbá ez a lemez a göteborgi hangzású  death metal egyik megkerülhetetlen kiindulópontja.
A lemez kereskedelmileg és kritikailag a zenekar legnépszerűbb darabja lett, a zenekar pedig a svéd metal színtér egyik vezetőjévé vált. A kiadás után amerikai turnéra indultak, a Blinded by Fear című dalt pedig rendszeresen játszotta az MTV. A sikerek ellenére a két testvér Anders Björler és Jonas Björler 1996-ban kilépett a zenekarból. A megmaradt tagok kijelentették, hogy lehetetlen folytatni nélkülük, így a zenekar feloszlatta magát.
A zenekar felbomlása után Adrian Erlandsson dobos, Jonas Björler basszusgitáros és Anders Björler gitáros megalapította a The Hauntedot. Tomas Lindberg sok zenekarral dolgozott együtt, többek között szerepelt a Skitsystem, a The Crown, a Lock Up, a Nightrage, a The Great Deceiver és a Disfear albumain is. Adrian Erlandsson a Haunted-ból való távozása után csatlakozott a Cradle of Filthhez. 2001 nyarán a Peaceville Records kiadott egy válogatásalbumot Suicidal Final Art címmel.
2007. október 18-án bejelentették, hogy újjáalakulnak pár fellépés erejéig. 2008 tavaszán és nyarán így felléptek olyan fesztiválokon, mint a Getafe Electric Festival, Roskilde Festival, Ruisrock, Wacken Open Air, Graspop Metal Meeting, Sweden Rock Festival, Gods of Metal, Hellfest Summer Open Air, Castle Festival, és a  Bloodstock Open Air-on is. Emellett 2008 májusában lebonyolítottak egy japán turnét is, a The Dillinger Escape Plan, az Into Eternity, a Pig Destroyer, és a Mayhem társaságában. A turné befejeztével Anders Björler a zenekar hivatalos honlapján kijelentette, hogy nem lenne értelme tíz év után kiadni egy új albumot és akár csalódást okozni a rajongóknak."
A "Suicidal Final Tour"  utolsó brit állomása 2008. augusztus 17-én zajlott le. Az utolsó koncertjüket Athénban adták 2008. szeptember 21-én. A fellépés előzenekara a The Ocean volt.
2010 februárjában az Earache kiadta a The Flames of the End című három diszkből álló DVD-t, mely tartalmazza a 2008-as Wacken Open Air fesztiválon adott fellépésüket is.

## Díjak
A zenekar Slaughter of the Soul lemezét Grammy díjra jelölték, a Fireside's - Do Not Tailgate és Yngwie Malmsteen Magnum Opus albumával egyetemben.

## Tagok
Utolsó felállás
- Tomas Lindberg − ének (1990–1996, 2007–2008)
- Anders Björler − gitár (1990–1996, 2007–2008)
- Martin Larsson − gitár (1993–1996, 2007–2008)
- Jonas Björler − basszusgitár (1990–1992, 1993–1996, 2007–2008)
- Adrian Erlandsson − dob (1990–1996, 2007–2008)

Korábbi tagok
- Alf Svensson − gitár (1990–1993)

Turnézenészek
- Tony Andersson − basszusgitár (1992)

## Diszkográfia

### Stúdióalbumok
| Cím                                   | Kiadás dátuma      | Kiadó                 |
| ------------------------------------- | ------------------ | --------------------- |
| The Red in the Sky Is Ours            | 1992. július 27.   | Peaceville Records    |
| With Fear I Kiss the Burning Darkness | 1993. május 7.     | Peaceville            |
| Terminal Spirit Disease               | 1994. július 18.   | Peaceville            |
| Slaughter of the Soul                 | 1995. november 14. | Earache Records       |
| At War with Reality                   | 2014. október 28.  | Century Media Records |
| To Drink from the Night Itself        | 2018. május 18.    | Century Media Records |
| The Nightmare of Being                | 2021. július 2.    | Century Media Records |

### Válogatásalbumok
- Suicidal Final Art (2001)

### EP-k
- Gardens of Grief (1991)

### Egyéb albumok
- Cursed to Tour (1996, Split album élő EP a Napalm Death-el.
- Purgatory Unleashed - Live at Wacken (2010)

### Kislemezek
- "Kingdom Gone" (1992)
- "The Burning Darkness" (1993)
- "Terminal Spirit Disease" (1994)
- "Blinded By Fear" (1995)

### DVD-k
- "The Flames of the End" 3-lemezes DVD Box Set (2010)